# Wołodymyr Prokopynenko
Wołodymyr Jurijowycz Prokopynenko, ukr. Володимир Юрійович Прокопиненко, ros. Владимир Юрьевич Прокопиненко, Władimir Jurjewicz Prokopinienko (ur. 8 listopada 1962 w Kijowie) – ukraiński piłkarz, grający na pozycji pomocnika, trener piłkarski.

## Kariera piłkarska

### Kariera klubowa
W 1980 rozpoczął karierę piłkarską w Kołosie Połtawa. W 1982 roku Kołos zajął ostatnie miejsce w strefie ukraińskiej trzeciej ligi (zwanej wtedy druga liga) i po zakończeniu sezonu został rozwiązany. Następnie piłkarz grał w zespole amatorskim Kooperator Połtawa oraz drużynie rezerwowej Metalistu Charków. Na początku 1984 roku główny klub obwodu połtawskiego został przywrócony do życia pod nową nazwą "Worskła". Latem 1984 piłkarz wrócił do Worskły Połtawa, w której występował z przerwą do końca 1992. Potem przeszedł do klubu Naftochimik Krzemieńczuk, barwy którego bronił barw do zakończenia swej kariery piłkarskiej w końcu 1994. Po kilku latach przerwy w 1997 został piłkarzem amatorskiego zespołu Łokomotyw Znamianka.

### Kariera trenerska
Po zakończeniu kariery piłkarskiej przez prawie 10 lat był poza piłką nożną. Dopiero w 2005 otrzymał propozycję pracy w rodzimym klubie Worskła Połtawa na stanowisku administratora. Od grudnia 2008 pracował w sztabie szkoleniowym drużyny rezerwowej Worskły Połtawa. 15 sierpnia 2012 został mianowany na stanowisko starszego trenera młodzieżowej drużyny, którą prowadził do czerwca 2014. 6 maja 2017 objął stanowisko głównego trenera FK Połtawa. Od 18 września 2019 pełnił obowiązki głównego trenera Kreminia Krzemieńczuk, a 4 lutego 2020 został mianowany na to stanowisko. Jednak, już wkrótce, 10 lutego 2020 opuścił Kremiń.

## Sukcesy i odznaczenia

### Sukcesy klubowe
Worskła Połtawa
- wicemistrz Drugiej ligi ZSRR, strefa ukraińska: 1988